# Rue Maleville
Rue Maleville är en gata i Quartier de l'Europe i Paris åttonde arrondissement. Rue Maleville är uppkallad efter den franske juristen och politikern Jacques de Maleville (1741–1824). Rue Maleville börjar vid Rue Corvetto 4 och slutar vid Rue Mollien 3.

## Omgivningar
- Saint-Augustin
- Place de Narvik
- Parc Monceau

## Bilder
| - Gatuskylt. - Saint-Augustin. - Place de Narvik. - Rotundan i Parc Monceau. |

## Kommunikationer
- Tunnelbana – linje  – Saint-Augustin
- Busshållplats Lisbonne – Mairie du 8e – Paris bussnät

### Webbkällor
- ”Rue Maleville”. Mairie de Paris. https://web.archive.org/web/20160303174009/http://www.v2asp.paris.fr/commun/v2asp/v2/nomenclature_voies/Voieactu/5884.nom.htm. Läst 20 augusti 2023.
- ”Rue Maleville (8ème arrondissement)”. Les rues de Paris. https://web.archive.org/web/20190926231747/http://www.parisrues.com/rues08/paris-08-rue-maleville.html. Läst 20 augusti 2023.